# Gerald Kazanowski
Gerald Kazanowski, né le 12 octobre 1960, à Nanaimo, au Canada, est un ancien joueur canadien de basket-ball. Il évolue durant sa carrière au poste de pivot.

## Palmarès
- 3e du championnat des Amériques 1984
- Vainqueur de l'Universiade 1983